# Double Vision (Filmreihe)
Double Vision ist eine US-Pornofilmreihe des Regisseurs Erik Everhard und des Labels Jules Jordan Video. Die Reihe wird dem Genre POV und Gonzo zugeordnet. In jeder Szene sind jeweils zwei Darstellerinnen mit einem Mann bei einem Dreier zu sehen, im POV-Format.

## Darsteller
- Double Vision Vol. 1 (2007): Rachel Starr, Shyla Stylez, Erik Everhard, Annette Schwarz, Rachel Roxxx, Diana Doll, Carolyn Reese, Lindsey Meadows, Aline, Lacey Love, Lyndsey Love, Starla Sterling, Renna Ryann
- Double Vision Vol. 2 (2008): Tory Lane, Erik Everhard, Katja Kassin, Rebeca Linares, Abbey Brooks, Kacey Jordan, Jessica Lynn, Priva, Rhylee Richards, Brynn Tyler, Holly Morgan, Carmen McCarthy, Lucky Benton
- Double Vision Vol. 3 (2011): Alanah Rae, Bobbi Starr, Faye Reagan, Erik Everhard, Dani Jensen, Marie McCray, Andy San Dimas, Heather Starlet, Ashlyn Rae, Tanya James, Charlie Lynn

## Auszeichnungen
- 2009: AVN Awards – Best POV Series[1]
- 2009: AVN Awards – Best POV Sex Scene (für Vol. 2, Erik Everhard, Tory Lane, Katja Kassin)[1]
- 2012: AVN Awards – Best POV Release[2]
- 2012: AVN Awards – Best POV Sex Scene (für Vol. 3, Erik Everhard, Bobbi Starr, Andy San Dimas)[2]